# András Jánossy
Pour les articles homonymes, voir Jánossy.
Dans le nom hongrois Jánossy András, le nom de famille précède le prénom, mais cet article utilise l’ordre habituel en français András Jánossy, où le prénom précède le nom.
András Jánossy né le 4 mars 1944 à Manchester est un physicien hongrois et britannique, professeur émérite de l’Université polytechnique et économique de Budapest et membre de l’Académie hongroise des sciences depuis 1998.

## Biographie
András Jánossy est le fils de Lajos Jánossy (en) (1912-1978), physicien et astrophysicien hongrois né à Budapest, membre de l'Académie hongroise des sciences de Budapest dès 1950 et de Leonie Kahn (1913-1966), physicienne née à Koszalin en Poméranie. Ses parents partent s'installer à Londres en 1936 pour fuir le fascisme puis à Manchester. Il est le petit fils du philosophe marxiste  György Lukács (1885–1971), ministre de la Culture dans le gouvernement d'Imre Nagy en 1956. En 1950, sa famille revient s'installer à Budapest.
Il soutient sa thèse en Physique en 1967 et devient chercheur en physique du solide à l'institut central de la recherche en physique à Budapest.
Dans les années 1970, il est chercheur  invité au laboratoire de Physique des Solides de l'Université Paris Sud.
De 1981 à 1983, il est invité professeur invité dans le département de physique de l'Université de Californie à Los Angeles. De 1986 à 1990. il est chercheur invité au  laboratoire national des Champs Magnétiques Intenses du CNRS et à l'Université Joseph Fourier  à Grenoble.
De 1992 à 1993, il est chercheur invité à l'Université de Cambridge dans le département de recherche interdisciplinaire sur la supraconductivité.
En 1994, il devient professeur émérite de l’Université polytechnique  et économique de Budapest.
Ses travaux de recherche portent sur les propriétés électriques et magnétiques du polyacétylène, les supraconducteurs et les fullerènes.
En 2016, il adresse une lettre ouverte avec 27 autres académiciens au professeur László Lovász,  Président de l'Académie  pour exprimer son inquiétude face aux processus antidémocratiques qui ont eu lieu en Hongrie en particulier la menace faite à la liberté de la presse via la fermeture du journal indépendant Népszabadság et le traitement xénophobe fait de la crise des réfugiés et demande que  l'Académie investisse et débatte sur ces faits de société ,.

## Prix et distinctions
1993: membre correspondant à l'Académie hongroise des sciences
1998: membre de l'Académie hongroise des sciences
2009: Prix Széchenyi